# Sheridan (Wyoming)
Sheridan es una ciudad situada en el condado de Sheridan en el estado estadounidense de Wyoming. La población era 15.804 habitantes en el censo de 2000. Es la capital del condado de Sheridan.

## Historia
La ciudad fue nombrada por el general Philip Sheridan, líder de la Unión de caballería en la Guerra Civil Americana.

## Demografía
Según el censo del 2000, había 15.804 personas, 7.005 hogares y 4.062 familias residentes en la ciudad. La densidad de población era de 718.7/km ². La composición racial de la ciudad era:
- 95,93% Blancos
- 0,22% Afroamericanos
- 0.97% Nativos americanos
- 0,46% Asiáticos
- 0.20% Isleños pacíficos
- 0.85% De otras razas
- 1.37% De dos o más razas
- 2,64% Hispanos o latinos

Además, la procedencia por países, según el censo del 2000, fue:
- 24,0% Alemania
- 12,5% Inglaterra
- 10,3% Irlanda
- 7,6% Estados Unidos
- 5,9% Noruega
- 5,3% Polonia

Había 7.005 casas de las cuales un 26.7% tenían niños menores de 18 años que vivían con ellos, el 45,0% eran parejas casadas que vivían juntas, un 9.7% tenían un cabeza de familia femenino sin presencia del marido y otro 42.0% eran no-familias. Un 14.8% tenían a alguna persona anciana de 65 años de edad o más. 
En la ciudad la separación poblacional era con un 23.1% menores de 18 años, el 9,5% de 18 a 24, un 26.3% de 25 a 44, el 24.2% de 45 a 64 y el 16,9% tenía 65 años de edad o más. La edad media fue de 39 años. Por cada 100 hembras había 92.7 varones. Por cada 100 mujeres mayores de 18 años, había 89,0 hombres. 
La renta mediana para una casa en la ciudad era $ 31.420, y la renta mediana para una familia era de $ 40.106. Los varones tenían una renta mediana de $ 30.829 frente a los 19.783 dólares para las hembras. El ingreso per cápita de la ciudad fue de $ 18,500. Cerca del 8.6% de familias y 11.2% de la población estaban por debajo de la línea de pobreza, incluyendo el 16.1% de los menores de 18 años y el 6.5% de los mayores de 65 años.

## Geografía
Sheridan esta lacalizada en las coordenadas 44°47′48″N 106°57′32″O / 44.79667, -106.95889 Según el United States Census Bureau la ciudad tenía un área total de 22.0 km². Todos terrestres.
| Parámetros climáticos promedio de Sheridan | Parámetros climáticos promedio de Sheridan | Parámetros climáticos promedio de Sheridan | Parámetros climáticos promedio de Sheridan | Parámetros climáticos promedio de Sheridan | Parámetros climáticos promedio de Sheridan | Parámetros climáticos promedio de Sheridan | Parámetros climáticos promedio de Sheridan | Parámetros climáticos promedio de Sheridan | Parámetros climáticos promedio de Sheridan | Parámetros climáticos promedio de Sheridan | Parámetros climáticos promedio de Sheridan | Parámetros climáticos promedio de Sheridan | Parámetros climáticos promedio de Sheridan |
| Mes                                        | Ene.                                       | Feb.                                       | Mar.                                       | Abr.                                       | May.                                       | Jun.                                       | Jul.                                       | Ago.                                       | Sep.                                       | Oct.                                       | Nov.                                       | Dic.                                       | Anual                                      |
| ------------------------------------------ | ------------------------------------------ | ------------------------------------------ | ------------------------------------------ | ------------------------------------------ | ------------------------------------------ | ------------------------------------------ | ------------------------------------------ | ------------------------------------------ | ------------------------------------------ | ------------------------------------------ | ------------------------------------------ | ------------------------------------------ | ------------------------------------------ |
| Temp. máx. media (°C)                      | -0.6                                       | 3.9                                        | 8.9                                        | 14.4                                       | 18.9                                       | 24.4                                       | 29.4                                       | 29.4                                       | 22.8                                       | 15.6                                       | 6.1                                        | 1.1                                        | 14.4                                       |
| Temp. mín. media (°C)                      | -12.2                                      | -9.4                                       | -5                                         | -1.1                                       | 3.9                                        | 8.3                                        | 11.1                                       | 11.1                                       | 5                                          | -1.1                                       | -7.2                                       | -12.2                                      | -0.6                                       |
| Precipitación total (mm)                   | 19.6                                       | 14.5                                       | 25.4                                       | 45                                         | 61.2                                       | 51.3                                       | 28.2                                       | 20.3                                       | 35.1                                       | 35.8                                       | 20.3                                       | 15.2                                       | 371.9                                      |
| [cita requerida]                           |                                            |                                            |                                            |                                            |                                            |                                            |                                            |                                            |                                            |                                            |                                            |                                            |                                            |

## Educación
La educación pública en la ciudad de Sheridan esta proporcionada por la Escuela del Distrito del Condado de Sheridan # 2